# Чануквадзе, Михаил Илларионович
Михаил Илларионович Чануквадзе (1907, Озургети, Кутаисская губерния, Российская империя — неизвестно, Озургети, Грузинская ССР) — советский хозяйственный, государственный и политический деятель, заведующий отделом сельского хозяйства Махарадзевского района, Грузинская ССР. Герой Социалистического Труда (1948).

## Биография
Родился в 1907 году в Озургети Кутаисской губернии. С 1925 года трудился рабочим лесозаготовительной конторы. После окончания сельскохозяйственного института трудился в различных советских учреждениях в сельском хозяйстве Грузинской ССР. Член ВКП(б). В послевоенные годы — заведующий отделом сельского хозяйства Махарадзевского района.
В послевоенное время занимался восстановлением сельского хозяйства в Махарадзевском районе. В 1947 году обеспечил своей деятельностью перевыполнение плана в целом по району урожая кукурузы на 31,3 %. Указом Президиума Верховного Совета СССР от 21 февраля 1948 года удостоен звания Героя Социалистического Труда за «получение высоких урожаев кукурузы и пшеницы в 1947 году» с вручением ордена Ленина и золотой медали «Серп и Молот» (№ 847).
Этим же указом званием Героя Социалистического Труда были награждены первый секретарь Махарадзевского райкома партии Василий Владимирович Сихарулидзе, председатель Махарадзевского райисполкома Дмитрий Илларионович Чейшвили, главный агроном районного отдела сельского хозяйства Доментий Евстафьевич Мжавия и восемь тружеников различных колхозов Махарадзевского района.
За выдающиеся трудовые показатели в сельском хозяйстве в целом по району награждался в 1949 году третьим Орденом Ленина.
В последующие годы трудился директором межрайонного лесного хозяйства. За свою деятельность в деле развития лесного хозяйства и за успешное выполнение планов Семилетки (1959—1965) — четвёртым Орденом Ленина.
После выхода на пенсию проживал в Озургети. С 1976 года — персональный пенсионер союзного значения. Умер после 1972 года.
Семья
Брат — Чануквадзе, Шота Илларионович — секретарь ЦК КП Грузии по сельскому хозяйству, Герой Социалистического Труда.

## Награды и звания
- Герой Социалистического Труда (21.02.1948)
- орден Ленина (21.02.1948, 29.08.1949, 14.11.1951, 02.04.1966)
- орден Трудового Красного Знамени (08.04.1971)